# Гравець року ФІФА 2007
«Гравець року ФІФА» за підсумками 2007 року був оголошений 17 грудня 2007 року на церемонії нагородження, що проходила в оперному театрі у Цюриху. Це була сімнадцята церемонія нагородження трофеєм «Гравець року ФІФА», започаткованого ФІФА у 1991 році. Лауреатом нагороди став захисник зб.Бразилії та італійського клубу «Мілан» Кака.
Найкращою футболісткою року вдруге поспіль стала бразилійка Марта.
Починаючи з 2004 року переможця визначали, окрім тренерів національний збірних, також капітани цих збірних. У визначенні найкращого гравця 2007 року участь взяли ... тренерів та ... капітанів національних збірних, у визначенні найкращої футболістки року — 137 тренерів та 137 капітанів національних жіночих збірних світу. Кожен із голосуючих визначав трійку найкращих футболістів (футболісток), окрім співвітчизників. Перше місце оцінювалось у п'ять балів, друге — три бали, третє місце — 1 бал.

## Підсумки голосування

### Чоловіки
| №  | Гравець           | Клуб(и)                    | Країна      | Голоси | Голоси | Голоси | Голоси | Очки |
| №  | Гравець           | Клуб(и)                    | Країна      | 1º     | 2º     | 3º     | Разом  | Очки |
| -- | ----------------- | -------------------------- | ----------- | ------ | ------ | ------ | ------ | ---- |
| 1  | Кака              | Мілан                      | Бразилія    | 179    | 42     | 26     | 247    | 1047 |
| 2  | Ліонель Мессі     | Барселона                  | Аргентина   | 40     | 86     | 46     | 172    | 504  |
| 3  | Кріштіану Роналду | Манчестер Юнайтед          | Португалія  | 39     | 58     | 57     | 154    | 426  |
| 4  | Дідьє Дрогба      | Челсі                      | Кот-д'Івуар | 20     | 25     | 34     | 79     | 209  |
| 5  | Роналдінью        | Барселона                  | Бразилія    | 7      | 17     | 23     | 47     | 109  |
| 6  | Стівен Джеррард   | Ліверпуль                  | Англія      | 2      | 16     | 10     | 28     | 68   |
| 7  | Андреа Пірло      | Мілан                      | Італія      | 2      | 11     | 14     | 27     | 57   |
| 8  | Тьєррі Анрі       | Арсенал Барселона          | Франція     | 3      | 8      | 15     | 26     | 54   |
| 9  | Фабіо Каннаваро   | Реал                       | Італія      | 5      | 6      | 4      | 15     | 47   |
| 10 | Джанлуїджі Буффон | Ювентус                    | Італія      | -      | 7      | 10     | 17     | 31   |
| 11 | Франк Рібері      | Олімпік (Марсель) Баварія  | Франція     | 1      | 7      | 4      | 12     | 30   |
| 12 | Самюель Ето'о     | Барселона                  | Камерун     | 3      | 3      | 5      | 11     | 29   |
| 13 | Вейн Руні         | Манчестер Юнайтед          | Англія      | 2      | 1      | 9      | 12     | 22   |
| 14 | Мірослав Клозе    | Вердер Баварія             | Німеччина   | 2      | 2      | 5      | 9      | 21   |
| 15 | Майкл Есьєн       | Челсі                      | Гана        | -      | 5      | 5      | 10     | 20   |
| 16 | Хуан Рікельме     | Вільярреал Бока Хуніорс    | Агрентина   | 2      | 1      | 6      | 8      | 19   |
| 17 | Петр Чех          | Челсі                      | Чехія       | 1      | 2      | 7      | 10     | 18   |
| 17 | Руд ван Ністелрой | Реал                       | Нідерланди  | 1      | 3      | 4      | 8      | 18   |
| 19 | Френк Лемпард     | Челсі                      | Англія      | 1      | 1      | 3      | 5      | 11   |
| 20 | Деку              | Барселона                  | Португалія  | -      | -      | 9      | 9      | 9    |
| 20 | Жуніньйо          | Ліон                       | Бразилія    | -      | 3      | -      | 9      | 9    |
| 22 | Дженнаро Гаттузо  | Мілан                      | Італія      | -      | 1      | 5      | 8      | 8    |
| 23 | Джон Террі        | Челсі                      | Англія      | -      | 1      | 3      | 4      | 6    |
| 23 | Патрік Вієйра     | Інтер                      | Франція     | -      | 2      | -      | 6      | 6    |
| 25 | Рафаель Маркес    | Барселона                  | Мексика     | -      | 1      | 2      | 3      | 5    |
| 26 | Фернандо Торрес   | Атлетіко Ліверпуль         | Іспанія     | -      | 1      | 1      | 4      | 4    |
| 27 | Алессандро Неста  | Мілан                      | Італія      | -      | -      | 2      | 2      | 2    |
| 28 | Карлос Тевес      | Вест Гем Манчестер Юнайтед | Аргентина   | -      | -      | 1      | 1      | 1    |
| 29 | Філіпп Лам        | Баварія                    | Німеччина   | -      | -      | -      | -      | 0    |
| 29 | Ліліан Тюрам      | Барселона                  | Франція     | -      | -      | -      | -      | 0    |

### Жінки
| №  | Гравець       | Клуб(и)    | Очки |
| -- | ------------- | ---------- | ---- |
| 1  | Марта         | Умео       | 988  |
| 2  | Біргіт Прінц  | Франкфурт  | 507  |
| 3  | Крістіана     | Вольфсбург | 150  |
| 4  | Келлі Сміт    | Арсенал    | 110  |
| 5  | Еббі Вамбах   | зб.США     | 92   |
| 6  | Надін Ангерер | Турбіне    | 83   |
| 7  | Крістін Ліллі | зб.США     | 82   |
| 8  | Даніела       | Саад       | 72   |
| 9  | Рената Лінгор | Франкфурт  | 62   |
| 10 | Аріане Хінгст | Юргорден   | 41   |